# Sarah Le Picard
Pour les articles homonymes, voir Le Picard et Picard (homonymie).
Sarah Le Picard est une actrice et metteur en scène française.

## Biographie
D'origine luxembourgeoise, Sarah Le Picard est élève au Conservatoire à rayonnement régional de Paris (CRR) de 2003 à 2006 puis commence une carrière au théâtre où elle interprète entre autres Corneille, Anton Tchékhov, Henrik Ibsen, Molière. En 2010, Sarah intègre la compagnie théâtrale La Vie brève qui crée des spectacles mêlant théâtre et musique. Tout d'abord actrice, elle met également en scène certaines créations et en écrit aussi la dramaturgie et notamment Maintenant l'apocalypse qui s'inspire du journal qu'a tenu Eleanor Coppola, l'épouse de Francis Ford Coppola sur le tournage d'Apocalypse Now.
Sarah Le Picard mène également une carrière au cinéma avec notamment les réalisateurs Mia Hansen-Løve (L'Avenir) et Élie Wajeman (Les Anarchistes). À la télévision, elle est révélée au grand public en 2017 dans la série Quadras sur M6, en interprétant le rôle d'Anne, la sœur dépressive d'Alix Poisson aux côtés de François-Xavier Demaison et Julien Boisselier,.

## Filmographie

### Cinéma
- 2005 : Gentille de Sophie Fillières
- 2006 : Je pense à vous de Pascal Bonitzer
- 2007 : Tout est pardonné de Mia Hansen-Løve
- 2007 : Le baiser de Yann Coridian, court métrage
- 2008 : Los Angeles de Élie Wajeman, court-métrage
- 2009 : Valérie n'est plus ici de Pascal Cervo, court métrage : Marine
- 2009 : Le Hérisson de Mona Achache : Colombe Josse
- 2010 : Virginie ou la Capitale de Nicolas Maury, court métrage
- 2012 : Alyah de Élie Wajeman : Esther
- 2013 : Monsieur Lapin de Pascal Cervo, court métrage : Alice
- 2015 : Les Anarchistes de Élie Wajeman : Marie-Louise Chevandier
- 2016 : L'Avenir de Mia Hansen-Løve : Chloé
- 2016 : Papa ou Maman 2 de Martin Bourboulon
- 2018 : Nos batailles de Guillaume Senez : Agathe
- 2019 : La Lutte des classes de Michel Leclerc : Anne-Cécile
- 2020 : Médecin de nuit d'Élie Wajeman : Sacha[6]
- 2022 : Les Goûts et les couleurs de Michel Leclerc : Denise Glaser
- 2022 : Un beau matin de Mia Hansen-Løve : Elodie Kienzler
- 2022 : Les Cyclades de Marc Fitoussi : la mère du babysitting
- 2023 : Un jour fille de Jean-Claude Monod : Loison
- 2024 : Le Beau rôle de Victor Rodenbach : Juliette

### Télévision
- 2012 : Bankable de Mona Achache : Audrey
- 2012 : Nicolas Le Floch, épisode Le Dîner de gueux de Nicolas Picard-Dreyfuss : Clémence de Villerbois
- 2014 : Chien de guerre de Fabrice Cazeneuve : Cécilia
- 2014 : Boulevard du Palais, épisode Apprendre deux fois : Isabelle Martin
- 2017 : Quadras, série créée par Mélissa Drigeard et Vincent Juillet : Anne
- 2021 : L'Opéra de Cécile Ducrocoq et Benjamin Adam : Tiphaine

## Théâtre

### Comédienne
- 2001 : Les Maltaises de Clara le Picard, mise en scène de Claudine Galea
- 2005-2008 : Le Cid de Corneille, mise en scène de Brigitte Jaques-Wajeman
- 2005 : La Chanson de Roland, mise en scène de Brigitte Jaques-Wajeman
- 2005-2008 : Cendrillon assis dans le petit silence de Céleste Germe
- 2006 : La Mouette d'Anton Tchekhov, mise en scène de Grégory Benoit, Théâtre des Clochards Célestes, Lyon
- 2007 : Histoire d'amour (derniers chapitres) de Jean-Luc Lagarce, mise en scène de Matthieu Roy
- 2007 : L'amour conjugal d'Alberto Moravia, mise en scène de Matthieu Roy
- 2008 : Peer Gynt d'Henrik Ibsen, mise en scène de Matthieu Roy
- 2008 : Drames de princesses d'Elfriede Jelinek, mise en scène
- 2009 : Tartuffe de Molière, mise en scène de Brigitte Jaques-Wajeman
- 2010 : Robert Plankett du collectif « La Vie Brève », mise en scène de Jeanne Candel, Théâtre de la Cité internationale, Paris, puis Théâtre Garonne, Toulouse
- 2010 : Nous brûlons du collectif « La Vie Brève », mise en scène de Jeanne Candel, Festival de Villeréal
- 2013 : Les 3 hommes verts de Valérie Mréjen, Gennevilliers
- 2014 : Le goût du faux de et mise en scène Jeanne Candel
- 2015 : L'homme est la seule erreur de la création de et mise en scène Alice Zeniter
- 2017-2019 : Mme Klein de Nicholas Wright, mise en scène de Brigitte Jaques-Wajeman, Théâtre des Abbesses
- 2016-2017 : Maintenant l'apocalypse de et avec Sarah Le Picard et Nans Laborde-Jourdàa, mise en scène de Lucie Gautrain, Théâtre Garonne, Toulouse, Théâtre de Vanves
- 2019 : Songs, mise en scène de Samuel Achache, Théâtre des Bouffes du nord[7]

### Dramaturge
- 2017 : Maintenant l'apocalypse de Sarah Le Picard et Nans Laborde-Jourdàa, mise en scène de Lucie Gautrain Théâtre Garonne, Toulouse, Théâtre de Vanves
- 2019 : Songs, mes Samuel Achache, Théâtre des Bouffes du nord

### Mise en scène
- 2015 : Fugue, mis en scène avec Samuel Achache, Festival d'Avignon, Théâtre des Bouffes du nord
- 2018 : Voyage voyage, librement inspiré de Le Voyage de Charles Baudelaire, mis en scène avec Anne-Lise Heimburger, Théâtre de Vanves
- 2019 : Variété, pièce de théâtre inspirée par l’émission de télévision Discorama, animée par Denise Glaser de 1959 à 1974[8], théâtre musical La Pop, à Paris.